# Dża’ar
Dża’ar (arab. جعار, Ja'ār) – miasto w południowo-zachodnim Jemenie, w muhafazie Abjan. Leży około 11 km na północny zachód od stolicy muhafazy, Zindżibaru.
28 marca 2011 roku doszło tu do eksplozji w fabryce amunicji, w której zginęło około 150 osób. Dzień wcześniej uzbrojeni bojownicy, prawdopodobnie z Al-Ka’idy, opanowali fabrykę i wywieźli z niej znaczne ilości amunicji. Do wybuchu doszło w trakcie przeszukiwania opuszczonej fabryki przez miejscową młodzież.
Od wiosny 2011 roku Dża’ar i sąsiedni Zindżibar były okupowane przez bojowników powiązanych z Al-Ka’idą, 12 czerwca 2012 roku wyzwoliła je armia jemeńska. 2 grudnia 2015 roku oba miasta zostały ponownie zajęte przez Al-Ka’idę. Bojownicy jeszcze kilkukrotnie opuszczali Dża’ar i Zindżibar i do nich wracali, aż w końcu 14 sierpnia 2016 roku zostali wyparci przez armię jemeńską.